# Quiberon
Quiberon (bret. Kiberen) – miejscowość i gmina we Francji, w regionie Bretania, w departamencie Morbihan.
Według danych na rok 1990 gminę zamieszkiwały 4623 osoby, a gęstość zaludnienia wynosiła 524 osoby/km² (wśród 1269 gmin Bretanii Quiberon plasuje się na 97. miejscu pod względem liczby ludności, natomiast pod względem powierzchni na miejscu 878.).